# キリスト教とイスラム教
キリスト教とイスラム教（キリストきょうとイスラムきょう）は、歴史的にも伝統的にも共通点を持つが、神学上ではいくつか大きな相違点を持つ。2つの宗教は中東に共通の起源を持ち、どちらもしばしばアブラハムの宗教と呼ばれる。

## 概要
キリスト教は西暦紀元1世紀にユダヤ教から派生した。キリスト教はイエス・キリストの人生、教え、死と復活に基づいており、彼に従うものをキリスト教徒と呼ぶ。
イスラム教は西暦起元7世紀に中東で起こった、預言者ムハンマドの教えに基づく一神教である。イスラームという言葉はもともと「降伏」「服従」を意味し、アッラーフの意志への服従を意味する。

## アブラハムの宗教
キリスト教、イスラム教、ユダヤ教はアブラハムの宗教として知られ、アブラハムを通じ共通の起源を持つ。
キリスト教徒とムスリムは、イシュマエルを「アラブ民族の父」、イサクを「ヘブライ民族の父」と見なしている。
アブラハムとその息子らの物語は、創世記でもクルアーンでも語られている。
しかしイスラム教徒がイシュマエルをアブラハムの長男として重視するのに対し、キリスト教徒はアブラハムの愛し子としてイサクを重視する。
ムスリムは一般に、キリスト教徒とユダヤ教徒を「啓典の民」と呼び、ほぼ同じ教えに従ってアブラハムの伝えたただ一人の神を崇拝（タウヒード）する人々とみなしている。

## 救済
ローマ・カトリック教会が公布した公式な教理文書『カトリック教会のカテキズム』は、ムスリムについて次のように記述している。
教会とイスラム教徒との関係　"救済計画には創造主を受け入れた人々も含まれており、ムスリムはその筆頭である。彼らはアブラハムへの信仰を明言しており、我々と同じく、あがめるのは慈悲深いただ一人の神、最後の審判の日に人類を裁く方である。"—　カトリック教会のカテキズム　
大部分のプロテスタント神学では、イエスを救世主として信仰することを救済の必須条件として強調している。
万人救済主義派の流れで考えればムスリムが救済を受ける可能性もあるが、プロテスタントのほとんどの派は「信仰のみ」のソラに基づいている。
"重要な規約の筆頭は次である。我が神にして主イエス・キリストは、我々の罪のために死に、我々を導くために復活した(ロマ書 3:24-25)。彼ひとりが世の罪を取り除く神の子羊であり(ヨハネ記 1:29)、神は我々すべての罪を彼ひとりに置いた(イザヤ書 53:6)。罪を犯したすべての人々は、自身の仕事がや功徳がなくとも惜しげもなく許される。それは、キリストたるイエスの、血のあがないによるのである(ロマ書 3:23-25)。信じなくてはならない。さもなければこれは、いかなる仕事、法、功徳によっても習得することはできない。すなわち信仰のみが我々を義とするのであり・・・たとえ天と地のすべてが崩れ落ちようとも、決してこの規約を譲ることはできない(マルコ伝 13:31)。" —　マルティン・ルター　
クルアーンでは、すべての人々の救済をはっきりと約束している。その中には、ムハンマドの出現以前からそこにいた独善的キリスト教徒も含まれる。
"見よ！ (汝ムハンマドに示されるように)信じる人々、ユダヤ教徒、キリスト教徒、サービア教徒でアッラーフと最後の審判とを信じて善行にいそしむ者は、主の御許で必ず報われるだろう。彼らは恐れたり悲嘆にくれたりすることもないだろう。"—　クルアーンのスーラ2 (アル・バカラ), アーヤ62　
クルアーンはまた、キリスト教徒の愛の在り方がクルアーンに従う人々と最も近いことを明らかにし、キリスト教徒が控えめで賢明であることを称賛している。
"また汝は、その愛で信仰する者に最も近しいのは「見よ！我々はキリスト教徒である」と言う人々であると知るだろう。それは彼らの中に司祭と修道士がいて、彼らは尊大ではないからである。彼らが使徒に示されたものに耳を傾けるとき、汝は彼らの目に溢れる涙を見るだろう。それは彼らが真理を認めたからである。彼らは言う、「主よ、我々は信じます。証人の間に我々を記してください。アッラーフと我々に示された真理とを、どうして信じずにいられましょうか？　廉直な人々とともにおいてくださいと、どうして望まずにいられましょうか？　アッラーフは彼らの言葉に報いられた。下に川の流れる庭、そこに彼らを永遠に住まわせた。これが善き人への報いである。"—　クルアーンのスーラ5 (アル・マーイダ), アーヤ82–85　
しかし、スンナ派のムスリムがクルアーン同様に重んじているハディースによれば、イスラム教を否定するキリスト教徒やユダヤ教徒は地獄に堕ちるともされている。
"アブー・フライラによると、アッラーのみ使い(ムハンマド)はこういわれた。

「ムハンマドの生命がその御手に委ねられた御方に誓って。ユダヤ教やキリスト教の社会の者は誰も私の言葉を聞こうとしない。私に啓示された教えを信ずることもなく死を迎える者は地獄の住民となるのみである」 "—サヒーフ・ムスリム, 預言者ムハンマドへの啓示に対する信仰について 

## 聖典
キリスト教の教典である聖書は、旧約聖書と新約聖書からなる。
旧約聖書の起源はキリストの時代以前にまでさかのぼり、ユダヤ民族と神との歴史的関係を記録している。
新約聖書は、キリストの生誕とその次の世紀に起源を発しているものと思われる。
キリスト教徒は一般に、クルアーンの起源は聖書より後だと信じている。
クルアーンでは、ユダヤ教とキリスト教の教典で語られる主要な物語について、まるで熟知しているかのように語られるが、混乱があったり、一方を詳細に語って他方を間違えていたりもする。
イエスはアブラハムの神からインジール(ギリシア語で福音、福音書)を与えられたが、その教えが部分的に失われた、あるいはその教義がゆがめられた（タウリーフ）結果ヘブライ語聖書と新約聖書が生まれ、現在イエス本来のインジールを若干でも残しているのは4つの正典福音書のみだと、ムスリムは考えている。

## イエス
イスラムとキリスト教とでは、イエスの本質、磔、復活といった基本的な見解に相違がある。
キリスト教徒は、イエスは神の子であると信じている。
ほとんどのキリスト教徒は三位一体を信じており、イエスは神聖であって福音書で定めた神の3位格の1つであると信じている。
キリスト教徒は、イエスはサンヘドリンとローマ帝国総督ポンティウス・ピーラートゥスのために磔刑に処せられた後で復活を果たしたと信じている。
イスラム教では、イーサーは最も重要な予言者の1人で、神ではなく人間だと教える。
ムスリムは、キリスト教徒が信じるようにイーサーが神の子だと考えたり三位一体の神の1部だと考えたりはしない。
イスラームではイーサーは人間の預言者で、他の預言者同様、イスラエルの子らがただ一人の神を崇拝するように努めた人物である。
処女懐胎の奇跡によりイーサーは母マルヤムから生まれたとムスリムは信じている。
イーサーは、最初の預言者アーダム同様、神の手で創造されたため人間の父を持たないとムスリムは信じている。
ムスリムは、イーサーは磔刑に処せられそうになったが奇跡的に救われたと信じている。
イーサーは神の唯一性を分割すること(シルク)には異を唱えると、出エジプト記とクルアーンをもとに、ムスリムは主張する。
対照的にキリスト教徒のほとんどは、新約聖書、特にヨハネによる福音書が三位一体について触れており、イエスは神の子であり本質的に神であると主張する。

## 三位一体
キリスト教の三位一体の教義は、1柱の神が、同時に父、子なる神、聖霊の3つの異なった位格を持つとするものである。
しかしイスラームでは、そういった概念は神の唯一性を否定するものであり、イスラームの聖書に書かれた内容とは合致していないと考える。
クルアーンは神の絶対的な唯一性を主張しており、別の存在と神の統治権や本質を分け合うよう可能性を否定している。
イスラームはムスリムに、イーサーは神の使徒であって神の息子ではありえないと教える。
キリスト教徒とムスリムとは、聖霊に対する見解もまた異なっている。
キリスト教徒は、聖霊とは神もしくは神のペルソナであり、ヨハネによる福音書に登場したパラクレートスであり、ペンテコステの日に降臨したと信じている。
しかしイスラームでは通常、聖霊とは天使ジブリールのことだと思われていて、パラクレートスとの関係は、ムハンマドの登場を預言するものであるとされる。

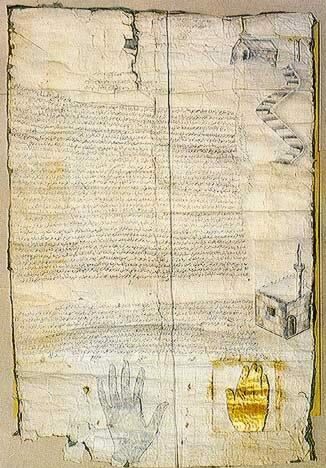
『ムハンマドの契約』は中世の文書で、ムハンマドにより承認された憲章だといわれる。シナイ山上の聖カタリナ修道院の修道士に、保護その他の特権を与えると書かれている。その封印は、ムハンマドの手を意味している。

"それでも私は、汝らに真実を語ろう。私が去ることは、汝らにとって益である。私が去らなければ、聖霊は汝らに訪れないだろう。去れば私は、聖霊を汝らのもとに遣わそう。"—ヨハネによる福音書 16:7

## ムハンマド

### イスラーム観点
ムスリムは、天使ジブリール(ガブリエル)を通してクルアーンは神からムハンマドに啓示されたのだと信じている。
啓示はおよそ23年間かけて少しずつ行われ、西暦紀元609年12月22日に始まり、西暦紀元632年ムハンマドの死により終わった。
ムスリムは、クルアーンはムハンマドにもたらされたもっとも重要な奇跡であり、彼が預言者たる証しであり、アーダムに始まりムハンマドに至るまでに示された、一連の神の啓示の頂点に当たると考えている。
彼らはクルアーンを、神の保護を受けて歪曲や変造をまぬがれた唯一の啓典だと考えている。
ムスリムは今日まで、完璧な信仰の体現者としてムハンマドを尊重し、その行動や発言を理想モデルとしてきた。
キリスト教徒が神の子と信じるイエスとは違って、ムハンマドは驚異的な性質を持つとしても、やはり人間であった。
近年ムスリムの多くは、ムハンマドを心に思い浮かべるのは誤りだと信じているが、必ずしもそれは真実ではなかった。
信心深いムスリムは、さまざまな時と場所でムハンマドを思い浮かべるが、その偶像を決して崇拝しない。

### キリスト教徒観点
一般的にキリスト教徒は、聖書の中にムハンマドについて記述した部分も暗示した部分も存在しないと信じている。
イエスは神の子と考えられており、そのあとの天啓は余分な異端だと考えている。
キリスト教保守派の一部は、ムハンマドを偽の預言者や反キリストと見なしている。

## 初期キリスト教の著者から見たイスラム教とムハンマド

### ダマスコのイオアン
746年、ダマスコのイオアン(別表記：ダマスコの聖ヨハネ)は『知識の泉』を著した。
その第2部は「異教概論」と題されて、その起源について記している。
この著書で聖イオアンは、クルアーンについて多くを割いて言及し、最も基本的な検査に従って生活するのは怠慢だと断じている。
この著書でイスマエル(ムスリムはイシュマエルの末裔だとする主張による)だけでなく、さまざまな異教に関心を示している。
『知識の泉』はいくつかのスーラを直接引用して、はっきりと不信を表明している。
その以降現在に至るまで、ムハンマドという偽預言者は彼らの中に存在し続けている。この男は、新旧の聖書にたまたま出会い、おそらくはアリウス派の修道士と語らった後に、自分自身の異教を考え出した。そして信心を装って人々の心に巧みに入り込み、天から自分に、とある本が与えられたと喧伝した。彼は自分の本にばかげた創作を書き著し、それを信仰の対象として人々に分け与えた。・・・彼が神から与えられたと自慢するこの本には、他にも多くのまったくばかげた内容がおどろくほど詰まっている。しかし我々が「神がこの本を彼に与えた場面を、誰が目撃し証言するのか？　彼のような預言者が現れると、あらかじめ預言した者はあったのか？」と尋ねると、彼らは口ごもった。対して我々は、「モーセがシナイ山上で十戒を受け取ったとき、神は雲、炎、闇、嵐をともなって人々の目前に表れたことを知っている。モーセ以来の預言者すべてがキリストの出現を予告し、キリスト神（神の子）がどのように現れ責められ死に再臨するか、どのように死者生者に審判を下すか、あらかじめ告げていることを我々は知っている。次いで我々が「あなた方の預言者はなぜ、このように証言のある状況で出現しなかったのか？ あなた方が参照する本を持つこの男とあなた方の前に、神はなぜ姿を現さないのか？　モーセに十戒を与えた時のように、人々が見守っていたり山が煙ったりすれば、その方があなた方も確信が持てただろうに？」と尋ねると、彼らは「神は御心のままに為される」と答えた。「それについては知っている」と我々も答えた。「知りたいのは、本がどのようにあなた方の預言者に与えられたのかだ」と言うと、彼らは「本は彼の夢の中で与えられたのだ」と答えた。

### 表信者セオファニス
表信者セオファニス（822年死去）は、有名なゲオルギオス・シンケロス(en)の未完の著作を引き継いで『年代記』(284年以前と602-813年)の叢書を著した。
セオファニスは、ムハンマドについて以下のように記している。
彼が現れた当初、彼はメシアだと信じたユダヤ人もいた・・・しかし彼がラクダの肉を食べる姿を見て、メシアではなかったことを人々は理解した・・・彼に禁制の品を教えた哀れな人々は、我々キリスト教徒に対抗し、彼と共に残った。
パレスチナに来ると彼は常に、イエスやキリスト教徒と交わり、彼らから聖書の事柄を得ようとした。彼はまたてんかん疾患者であった。貴族女性だった彼の妻はこれに気づき、貧しいだけでなく、てんかん病患者の彼と結婚したことに大いに悩んだ。彼は彼女をなだめようと、「私にはジブリールと呼ばれる天使の姿が見える。その影響で、私は気絶して倒れたのだ」と偽りを語った。

### ニケタス
著書『 A history of Christian-Muslim relations　(キリスト教徒とムスリムの関係性の変遷)』で、ヒュー・ゴダールはダマスコのイオアンとセオファニスの2人について触れ、ビザンツ帝国のニケタスの影響について考察した。
ニケタスは、皇帝ミカエル3世(842年-867年)に代わって手紙の返事を書いた人物である。
ゴダールはニケタスの見解を次のように要約している。
要するにムハンマドは無知な大ぼら吹きであり、無知で野蛮なアラブ民族をそそのかして、野卑で冒涜的で偶像崇拝的な悪魔的宗教を受け入れさせるという詐欺を働いたのである。この宗教は、無益な思い違い、知的な大罪、教義の錯誤、道徳脱線に満ちている。
さらにゴダールは、ニケタスの著作にはクルアーン、特にスーラ2-18に対する広範囲な知識が見られることに注目している。
ニケタスの記述は、ビザンツ帝国の分野において、議論の傾向や論旨を記録して後世に力強い先例を残すことになった。

## カトリックにおけるイスラーム
『ノストラ・エターテ』(キリスト教以外の諸宗教に対する教会の態度についての宣言)が最初に立案された時も、第2バチカン公会議が開催された時点でも、イスラームは問題とされていなかった。
しかし、ユダヤ教の問題と同様、いくつかの出来事がきっかけとなって、イスラームの問題も考慮を促されるようになった。
1963年の第2会期までには、この課題を含む議題提案が中東の司教から挙げられ始めていた。
質問が全く挙がっていないという立場をとるか、質問されればムスリムについていくらかは言及するという立場をとるかが問題であった。
メルキト派カトリック教会の総主教マクシモス4世は、後者の立場をとる人々のうちの1人であった。
1964年初め、ベア枢機卿は、会議の調整委員会長であるチコニャーニ枢機卿に、会議に参加した神父らが一神教、特にイスラームについて発言許可を求めていると通告した。
しかしこの議題は、ベア枢機卿のキリスト教一致推進評議会が扱う範囲を超えると思われた。
ベア枢機卿は「適任者を選出して彼らとともに草案を作成する」という案を調整委員会に提示した。
4月16日、17日に行われた調整委員会の会議で、チコニャーニ枢機卿はムスリムについて話をする必要性を認めている。
第1会期の終了後、第2会期の開始までに、ヨハネ23世からパウロ6世へと教皇座が移った。
パウロ6世は、イスラーム学者ルイ・マシニョンがイスラームとキリスト教の架橋となるべく活動していた運動バダリヤの会員だった。
パウロ6世がマクシモス4世が推進する道を進むことを選択した結果、2つの異なる文書にムスリムについて記述が割かれることとなった。
そのうちの1つが『ノストラ・エターテ』第3章であり、もう1つが『教会憲章』第16節である。
最終段階の草稿には、マシニョンの影響が色濃く現れている。
例えばマリアに言及した部分は、モンシニョール・デスコフィの干渉により生じた。
彼はラテン系のスミュルナ大司教で、スミュルナのマリア信仰を復活させる際にマシニョンと共同で働いた経験がある。
ムスリムの祈りを称賛したのは、バダリヤの影響を反映しているのかもしれない。
カトリック教会は一神教信者でもあるムスリムもまた救済の計画には含まれていると、第2バチカン公会議において結論付け『教会憲章』を通して明言している。

## イスラム教とプロテスタント

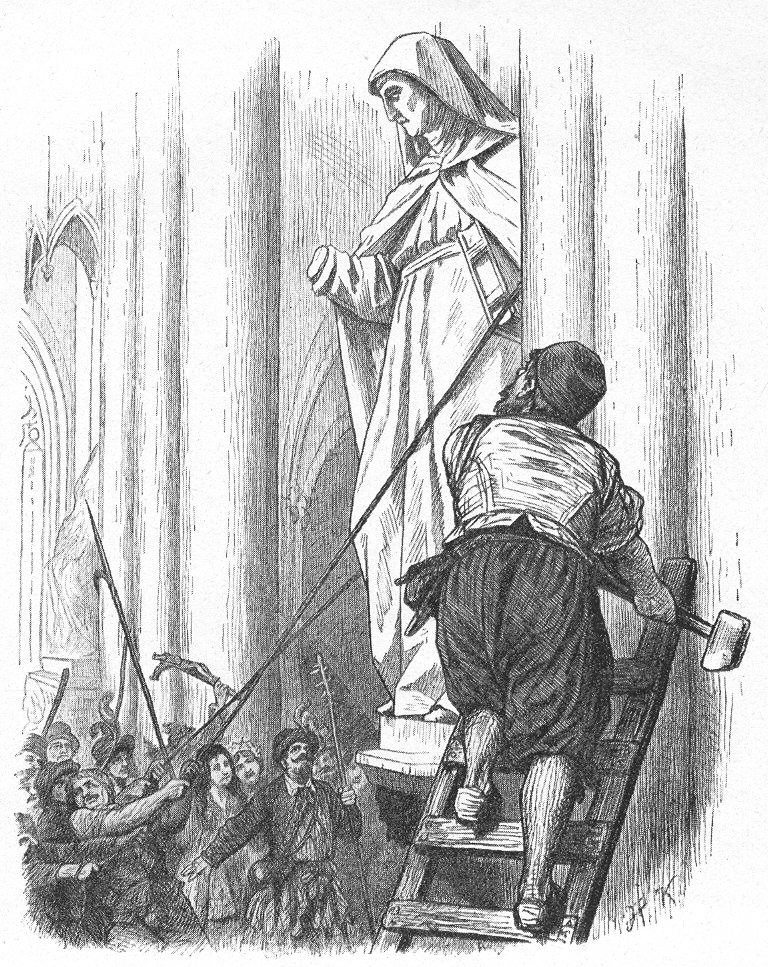
イスラームとプロテスタントは、イコノクラスムの方針を共有している。宗教改革期間中のネーデルラントにおける聖像破壊運動の様子。

イスラームとプロテスタントが接触を始めたのは16世紀、北ヨーロッパにおけるプロテスタントの活動、南ヨーロッパにおけるオスマン帝国拡大と同時期のことであった。
どちらもカトリックの神聖ローマ帝国と対立していたため、多くのやり取りがあり、宗教的な類似点、通商や軍事同盟の可能性が探られた。
両者の関係は、近現代には対立的なものとなったが、近年には和解の試みが続けられている。
比較宗教学的な見解からは、興味深い類似点や相違点があり、その例として、両宗教の取り組みにおける本文批評や偶像破壊運動が挙げられる。

### モルモン教とイスラム教
末日聖徒イエス・キリスト教会、通称モルモン教とイスラームは、19世紀始めの最初期の時期から、それぞれ互いに比較の対象となってきた。
たとえばモルモン教創始者のジョセフ・スミス・ジュニアは、1844年6月の殺害直後、ニューヨーク・ヘラルド紙上で「現代のムハンマド」と称されている。
この言葉は、スミスの若い時期の経歴を揶揄するものであった。
モルモン教とイスラームは今日でも比較されるが、侮蔑的攻撃的な論争の場合もあれば、中立不偏で学究的な議論となることもある。
確かにモルモン教とイスラームには多くの類似点があるが、2つの宗教の間には、重要で根本的な差異もある。
モルモン教徒とムスリムの関係は、歴史的に誠意あるものであった。
近年は2つの宗教の信徒同士の対話も増え、特に中東や極東では、慈善活動においても協力体制が敷かれている。

## 芸術への影響
イスラームの芸術文化は、キリスト教の芸術文化に影響を受けたり与えたりしてきた。
特にビザンティン期と中世の建築には、イスラームの影響を強く受けているものがある。

## 参照項目
- シンクレティズム
- キリスト教哲学
- キリスト教と他宗教との関係
- コンスタンティノープル
- イスラム世界
- イスラム教と他宗教との関係
- イスラーム哲学